# Towed Array Sonar System
Et  Towed Array Sonar System (ofte forkortet TASS) er et passivt sonarsystem og består i sin enkelthed i et langt kabel, hvorpå der er anbragt et antal hydrofoner. Ved brug bliver kablet rullet ud og slæbt efter fartøjet. Et towed array bliver som oftest brugt i militære sammenhæng og hovedsageligt af krigsskibe under antiubådskrigsførelse eller af ubådene selv. En variant af dette system er benævnt Combined Active Passive Towed Array Sonar (CAPTAS) og er en kombination af en VDS og et TASS.

## Militær benyttelse
Et towed array sonar system giver nogle fordele og ulemper. Systemet forøger en passive sonars følsomhed da der kan monteres mange flere hydrofoner på kablet end det ville være praktisk muligt på et skib eller en ubåd, samtidig bliver det muligt at øge hydrofonernes afstand til skibet og dermed skibets egne støjkilder. Dette fører til en markant forbedret ydelse samt øget pejlenøjagtighed. En anden, taktisk fordel består i at en ubåd kan ligge i et springlag og have sit towed array liggende i et andet lag. Lydbølger har ofte svært ved at penetrere springlag, og en ubåd kan derfor med fordel ligge i et lag og have sit towed array liggende i et andet lag og dermed være næsten umulig at finde for fartøjer i det pågældende lag. Hydrofonerne på et TASS kan bruges til at detektere lydkilder, men den vigtigste funktion ved et TASS er en signalbehandlingsteknik hvorved man ved hjælp af en triangulering kan beregne pejlingen og afstanden til en lydkilde. For at være i stand til dette skal man kende den nøjagtige position på sit TASS. Normalt kan man kun være helt sikker på positionen når man sejler i en lige linje, derfor er et skib eller en ubåd der benytter sig af systemet yderst begrænset i sin manøvreevne hvis man ønsker brugbare målinger. Denne begrænsning er der taget højde for i moderne systemer, hvor sensorer hele tiden holder styr på systemets relative placering i forhold til moderskibet.
En ulempe ved et TASS er dets længde (systemet kan være op til en halv kilometer langt) samt dets vægt. Et fartøj der sejler med et udrullet TASS har også et begrænset fartpotentiale. Hvis fartøjet kommer for højt op i fart kan kablets vægt kombineret med hydrodynamikken i værste tilfælde resultere i et knækket kabel. Bjærgningen af et TASS er afhængigt af kablets længde og kan tage op til adskillige minutter at bjærge, hvilket i en krisesituation kan virke som lang tid. Opstår behovet i en krisesituation for at hurtigt at ændre dybde eller foretage krappe drej kan den sidste udvej ofte være at kappe kablet til TASS, hvilket dog ikke er en optimal løsning.

### Historie
Ved slutningen af 2. verdenskrig skete der hurtige fremskridt indenfor sonarsystemer. Nye ubåde der var i stand til at forblive neddykket i lange perioder blev udviklet og havde behov for nye og mere effektive sonarsystemer der effektivt kunne afsøge havet for kontakter og klassificere disse. Især under den kolde krig, hvor ubådene fra begge lejre ofte tilbragte lang tid under vandet med at udspionere og følge efter hinanden, udvikledes de passive sonaranlæg lynhurtigt og TASS blev hurtigt introduceret.